# Jevgenij Rodionov

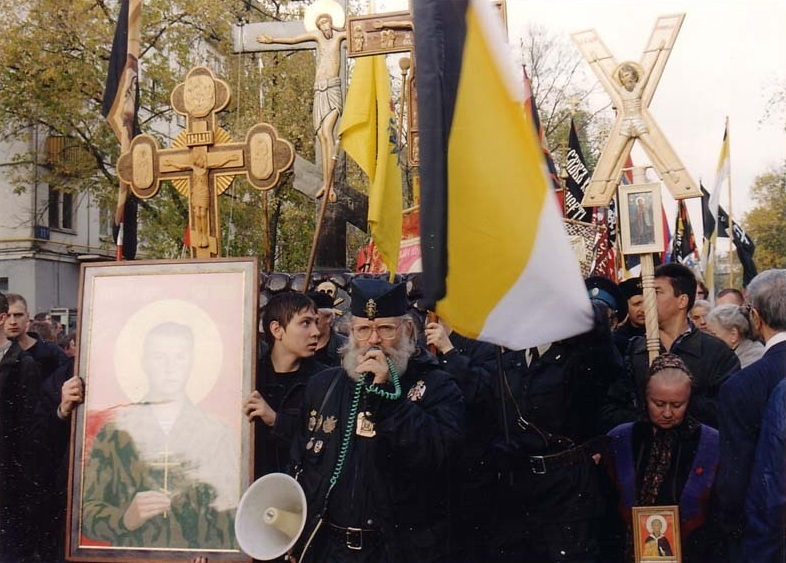
I en nationalistisk och religiös procession i Moskva år 2003 bärs en ikon föreställande Rodionov av den ryska organisationen Ortodoxa fanbärarnas union.

Jevgenij Alexandrovitj Rodionov (ryska: Евгений Александрович Родионов; kyrkslaviska: Є҆ѵге́нїй Александровичъ Родїоновъ), född den 23 maj 1977, död den 23 maj 1996, var en rysk värnpliktig gränsjägare som tillsammans med tre kamrater tillfångatogs och halshöggs av tjetjenska separatister. 
Idag är han föremål för en folklig religiös kult där han vördas som helgonet-krigsmannen-martyren Jevgenij.

## Liv och död
Jevgenij döptes som barn, inte på grund av föräldrarnas starka tro, utan för att hans mor ansåg honom sjuklig. 
När han var tio år började han, som den Rysk-ortodoxa kyrkan föreskriver, bära ett kors om sin hals och vägrade sen att ta av det trots att hans mor, som var rädd för repressalier, bad honom inte visa det offentligt. Han avslutade den nioåriga grundskolan och började arbeta i en möbelfabrik.
När han skulle göra sin värnplikt tilldelades han gränsbevakningen och skickades till Tjetjenien (dåvarande Tjetjenska republiken Itjkerien). Natten till den 13 januari 1996 bemannade han och hans kamrater en vägspärr, då han och kamrater tillfångatogs av tjetjenska separatister. Gränsjägarna hölls fångna, medan krav på lösensummor sändes till de tillfångatagnas föräldrar. Föräldrarna kunde inte betala de summor som begärdes, men separatisterna gav de fångna en möjlighet att överleva genom att avsvärja sig sin kristna tro, vilket de vägrade. De halshöggs därför, på Jevgenijs födelsedag den 23 maj.

## Moderns kamp
När de upptäckte att vägspärren var obemannad, rapporterade gränsjägarnas befäl att Rodionov och hans kamrater hade deserterat vilket upprepades i officiella skrivelser till de saknades föräldrar. När Rodionovs mor, Ljubov Vasiljevna Rodionova, fick ett telegram som underrättade henne att sonen hade deserterat, vägrade hon att tro på det. Hon beslöt därför att själv bege sig till Tjetjenien för att få reda på sanningen. När hon mötte Rodionovs chefer fann hon dem likgiltiga inför sonens öde och de bad henne återvända hem. Istället tillbringade hon de nästa tio månaderna på jakt efter upplysningar om sonen. Hon mötte många andra soldatmödrar som sökte efter sina barn. Samtidigt erfor hon en religiös väckelse och tog för första gången emot nattvarden.
Slutligen fick modern kontakt med den tjetjenske separatistbebefälhavare som hade halshuggit sonen. Genom att betala 100 000 rubler fick hon honom att berätta om sonens död och visa henne var kroppen fanns. Han redogjorde för hur sonen hade vägrat att ta av sig korset och hur befälhavaren därför hade sågat av hans huvud med en såg. Sonens och hans tre kamraters kroppar grävdes ned i en krevadgrop och täcktes med kalk och jord. Med hjälp av ryska militärer kunde hon lokalisera platsen och ta hand om sonens och hans kamraters kvarlevor. Han blev begravd i hembyn och modern lät uppföra ett gravmonument över honom, hans far vilken dött strax efter att sonens lik upptäcktes, och en bror som dött tidigare.

## Helgonkulten
Sex år efter Rodionovs begravning i hembyn gjordes ett tevereportage om bykyrkan. Lokalbefolkningen berättade för teveteamet om hans öde och moderns kamp och det gjordes en tevefilm med detta tema, som fick stor spridning och pilgrimer började inom kort besöka hans grav. Ikoner målades och bilder av Rodionov spreds i Ryssland och han hyllades som en modern martyr för Kristus. Berättelser om hur han uppenbarat sig för framförallt barn och soldater spreds och 2002 rapporterades att en ikon som föreställde honom börjat avge en välluktande doft av myrra. Kulten av krigsmannen-martyren Jevgenij har störst spridning bland unga soldater och bilder av honom bärs av många soldater när de skickas ut i strid. "Soldaterna i Tjetjenien känner sig övergivna av staten och av sina chefer. De vet inte vart de skall vända sig, men de känner att Jevgenij är en av dem."
Kyrkslaviska hymner har skrivits till Rodionovs ära och helgonlegender som utmålat hans barndom i ett förebådande ljus har publicerats. En del av ikonerna visar i strid med den ortodoxa traditionen den glorieomgärdade Rodionov i kamouflageuniform och beväpnad med en Kalasjnikov. Tusentals pilgrimer gör långa vandringar till platser som har anknytning till hans liv. För krigsveteraner, nationalister och andra kristna vilka ofta omnämner honom som Zjenja (ett smeknamn för Jevgenij) är han en symbol för patriotism och om hopp för Ryssland. Även inom den amerikanska ortodoxa kyrkan vördas Rodionov som ett helgon och en förebild för amerikanska ortodoxa soldater.
Trots många framställningar har Moskvapatriarkatets kanoniseringskommission vägrat att officiellt sanktionera denna kult. Det finns inga bevis för hans helighet, säger kommissionen. Omständigheterna runt hans död är bara bevarade genom vad hans mor berättat. Den separatistbefälhavare som halshögg honom är nu död och det finns inga oberoende vittnen. Kommissionen anser att modern och massmedia är grunden för kulten.